# Quadracythere truncula
Quadracythere truncula is een mosselkreeftjessoort uit de familie van de Thaerocytheridae. De wetenschappelijke naam van de soort is voor het eerst geldig gepubliceerd in 1898 door Brady.